# Colin McRae Rally (computerspelserie)
Colin McRae Rally en Dirt is een computerspelserie van racespellen ontwikkeld en uitgegeven door Codemasters.
De serie is vernoemd naar de reeds overleden Schotse rallyrijder Colin McRae. Na zijn overlijden werd de serie hernoemd naar Dirt. In 2013 gebruikte men echter nog de naam van McRae voor een spel.
Het eerste spel in de reeks genaamd Colin McRae Rally werd uitgebracht in 1998 voor de PlayStation en Windows. De rallysimulatiespellen werden een commercieel succes. De serie bestaat uit 13 spellen.

## Spellen in de reeks
- Colin McRae Rally (1998)
- Colin McRae Rally 2.0 (2000)
- Colin McRae Rally 3 (2002)
- Colin McRae Rally 04 (2003)
- Colin McRae Rally 2005 (2004)
- Colin McRae: Dirt (2007)
- Colin McRae: Dirt 2 (2009)
- Dirt 3 (2011)
- Dirt: Showdown (2012)
- Colin McRae Rally (2013)
- Dirt Rally (2015)
- Dirt 4 (2017)
- Dirt Rally 2.0 (2019)
- Dirt 5 (2020)